# Grammond
Grammond is een gemeente in het Franse departement Loire (regio Auvergne-Rhône-Alpes) en telt 791 inwoners (2005). De plaats maakt deel uit van het arrondissement Montbrison.

## Geografie
De oppervlakte van Grammond bedraagt 8,1 km², de bevolkingsdichtheid is 97,7 inwoners per km².
De onderstaande kaart toont de ligging van Grammond met de belangrijkste infrastructuur en aangrenzende gemeenten.

## Demografie
Onderstaande figuur toont het verloop van het inwonertal (bron: INSEE-tellingen).